# LLR 20 (09)
LLR 20 (09) es la novena gira de Lenny Kravitz. Con más de cuarenta conciertos en diferentes países europeos, el cantante presenta su último álbum, It Is Time for a Love Revolution (2008) al mismo tiempo que conmemora su vigésimo año como artista, desde que lanzó al mercado su primer álbum Let love rule en 1989.

## Conciertos
2 de mayo de 2009. Valencia, Velódromo. España
3 de mayo de 2009. Córdoba, Polideportivo El Fontanar. España. Teloneros: Les Chevals
5 de mayo de 2009. Lisboa, Atlántico Pavilion. Portugal. (Con un dueto especial con la cantante de fado Mariza)
8 de mayo de 2009. Madrid, La Caja Mágica. España.
9 de mayo de 2009. Zaragoza, Plaza de Toros de la Misericordia. España.
11 de mayo de 2009. Niza, Nikaia. Francia.
13 de mayo de 2009. Toulouse, Zenith. Francia.
14 de mayo de 2009. Bordeux, Patinoire. Francia.
16 de mayo de 2009. Nantes, Zenith. Francia.
17 de mayo de 2009. Nantes, Zenith. Francia.
19 de mayo de 2009. Rennes, Musikhall. Francia.
20 de mayo de 2009. París, Bercy. Francia.
22 de mayo de 2009. Tours, Grand Hall. Francia.
24 de mayo de 2009. Amneville, Galaxie. Francia.
25 de mayo de 2009. Strasbourg, Zenith. Francia.
27 de mayo de 2009. Lyon, Halle Tony Garnier. Francia.
28 de mayo de 2009. Clermont-Ferrand, Zenith. Francia.
30 de mayo de 2009. Geneva, Geneva Arena. Suiza.
31 de mayo de 2009. Zurich, Hallenstadion. Suiza.
3 de junio de 2009. Torino, Parco Della Certosa Reale Gloria Sonora. Italia.
5 de junio de 2009. Roma, Palalottomatica. Italia.
6 de junio de 2009. Brescia, Oiazza Loggia. Italia.
8 de junio de 2009. Ljubljana, Hala Tivoli. Eslovenia.
9 de junio de 2009. Banja Luka, Gradski Stadion.
12 de junio de 2009. Innsbruck, Olympiahalle. Austria.
13 de junio de 2009. Viena, Wiener Stadthalle. Austria.
15 de junio de 2009. Debrecen, Phoenix Hall. Hungría.
17 de junio de 2009. Kosice, Steel Arena. Eslovaquia.
19 de junio de 2009. Brno, Velodrom. República Checa.
24 de junio de 2009. Newcastle, 02 Academy. Reino Unido.
25 de junio de 2009. Glasgow, 02 Academy. Reino Unido.
27 de junio de 2009. Wolverhampton, Civic Hall. Reino Unido.
28 de junio de 2009. Manchester, Manchester Academy. Reino Unido.
30 de junio de 2009. Southampton, Southampton Guildhall. Reino Unido.
1 de julio de 2009. Londres, 02 Brixton Academy. Reino Unido.
4 de julio de 2009. Amsterdam, Westerpark. Holanda.
5 de julio de 2009. Arras, Main Square Festival. Kravitz & Moby & Duffy.
11 de julio de 2009. Lucca, Piazza Napoleon. Italia.
15 de julio de 2009. Six-Fours-Les-Plages, Voix du Gaou Festival. Francia.
19 de julio de 2009. Stuttgart, Jazzopen Festival. Alemania.
- Datos: Q9018241